# Les Ruines Perdues de Narak
Les Ruines Perdues de Narak est un jeu de société tchèque créé par Michaela "Mín" Štachová et Michal "Elwen" Štach, illustré par Jiří Kůs, Ondřej Hrdina, Jakub Politzer, František Sedláček et Milan Vavroň, édité et distribué par Iello.
Il a été édité pour la première fois en mars 2021 et est conçu pour 1 à 4 joueurs, à partir de 12 ans et pour une durée d'environ 30 minutes par joueur.
Il a été récompensé par le Deutscher Spiele Preis en 2021.

## Histoire
Le joueur incarne un explorateur sur une île inhabitée perdue au milieu de mers inconnues à la recherche des vestiges d'une ancienne civilisation glorieuse.
Il doit alors explorer l'île pour excaver de nouveaux sites archéologiques et y effectuer des fouilles afin de découvrir ses trésors. Mais pour cela, il doit auparavant parvenir à vaincre ses redoutables gardiens.
De plus, en procédant à des recherches, il peut aussi découvrir le Temple Perdu et comprendre les secrets de l'île.

## Principe de jeu
Les Ruines Perdues de Narak est en grande partie un jeu de cartes évolutif où, à chaque tour, chaque joueur peut choisir de jouer une ou plusieurs cartes de sa main ou en acquérir une nouvelle.
La partie prend place sur un plateau de jeu, sur lequel il a également la possibilité de placer un meeple ou encore de collecter des ressources.
Pendant la partie, il peut ainsi acheter des objets ou des artefacts, fouiller des sites déjà découverts, explorer l'île pour trouver de nouvelles ruines, combattre leurs gardiens ou encore parvenir à localiser le Temple Perdu.

## Matériel
La boîte du jeu de société comprend :
| - 1 plateau double-face (une face Temple de l’oiseau, une face Temple du serpent) ; - 1 plateau réserve (recto-verso) ; - 1 sceptre lunaire (compte-tour de jeu) ; - 1 marqueur premier joueur ; - 15 tuiles Gardien ; - 10 tuiles Site de niveau 1 ; - 6 tuiles Site de niveau 2 ; - 12 tuiles Assistant ; - 19 cartes Peur ; - 40 cartes Objet ; - 35 cartes Artéfact ; - 24 tuiles Temple ; - 18 tuiles Bonus de recherche ; - 16 tuiles Idole ; - 10 tuiles Stock ; - 5 tuiles Obstacle. | Ressources : - 27 jetons Pièce ; - 27 jetons Boussole ; - 16 jetons Tablette ; - 12 jetons Pointe de flèche ; - 9 jetons Joyau. Pour chacun des 4 joueurs : - 1 plateau individuel (recto-verso) ; - 4 cartes de base ; - 2 meeples Archéologue ; - 2 jetons de recherche (1 calepin et 1 loupe) ; - 1 aide de jeu. Le jeu comprend également : - 1 règle du jeu ; - 1 bloc de score ; - 15 tuiles Action pour la variante solo |

## Extensions

### À la recherche du Professeur Kutil
À la recherche du Professeur Kutil est une campagne solo du jeu Les Ruines Perdues de Narak.
Les règles du jeu ainsi que les cartes supplémentaires sont téléchargeables gratuitement sur le site de l'éditeur.

### Chefs d'expédition
Chefs d'expédition est une extension du jeu de base Les Ruines Perdues de Narak, parue le 29 avril 2022. Outre le fait d'apporter un nouveau temple ainsi que de nouvelles tuiles et cartes au jeu de base afin d'en améliorer la rejouabilité, elle donne également un aspect asymétrique au jeu en attribuant à chaque joueur un rôle différent ayant chacun ses spécificités apportant une manière différente de jouer. Ces rôles, au nombre de six, sont :
| - le capitaine ; - la fauconnière ; - la baronne ; | - le professeur ; - l'exploratrice ; - le mystique. |

L'extension ajoute au jeu de base :
| - 1 piste Recherche (recto-verso) (une face Temple du singe, une face Temple du lézard) ; - 1 sceptre lunaire rouge (compte-tour de jeu) ; - 6 plateaux individuels, - 24 cartes Chef d'expédition ; - 18 cartes Objet ; - 12 cartes Artefact ; - 5 tuiles Gardien ; - 5 tuiles Site de niveau 1 ; - 3 tuiles Site de niveau 2 ; | - 3 tuiles Assistant ; - 4 tuiles Idoles ; - 4 tuiles Tentes ; - 6 jetons Rôle ; - 1 tuile Aigle ; - 1 tuile Sacoche ; - 3 jetons Collation ; - 1 meeple Archéologue gris ; - 1 règle du jeu. |

## Récompenses
- Board Game Quest Awards en 2020[1] ;
- Deutscher Spiele Preis en 2021[2] ;
- Tric Trac d'argent en 2021 ;
- nommé pour le Kennerspiel des Jahres en 2021 ;
- nommé pour l'As d'or Jeu de l'année en 2022 ;